# Habenaria longicorniculata
Habenaria longicorniculata là một loài thực vật có hoa trong họ Lan. Loài này được J.Graham mô tả khoa học đầu tiên năm 1839.

## Hình ảnh

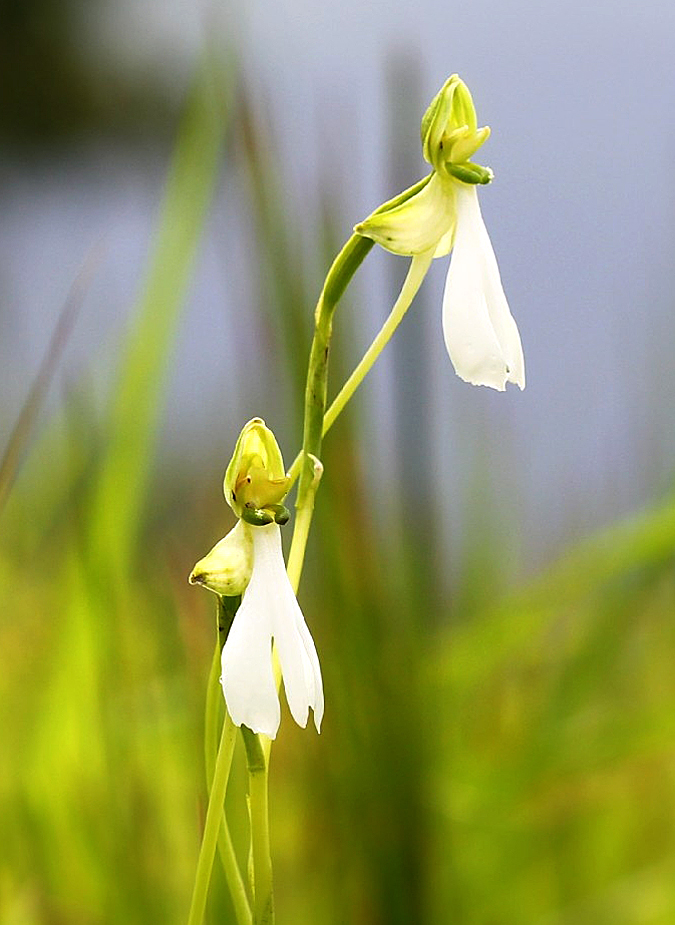
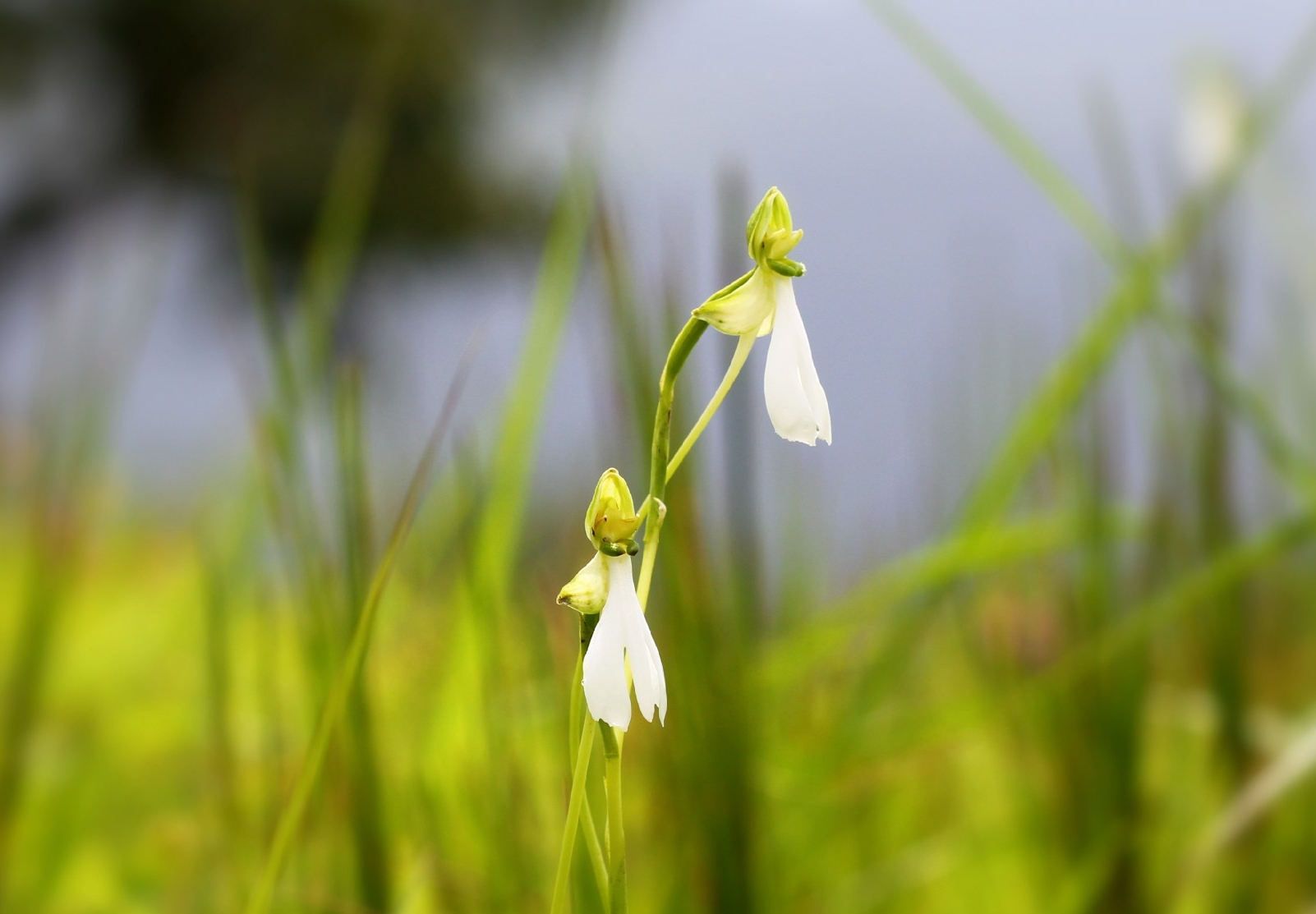